# STS-43
STS-43 (ang. Space Transportation System) – dziewiąta misja wahadłowca kosmicznego Atlantis i czterdziesta druga programów lotów wahadłowców.

## Załoga
źródło
- John Blaha (3)*, dowódca (CDR)
- Michael Baker (1), pilot (PLT)
- Shannon Lucid (3), specjalista misji 1 (MS1)
- James Adamson (2), specjalista misji 3 (MS3)
- George Low (2), specjalista misji 2 (MS2)

*(liczba w nawiasie oznacza liczbę lotów odbytych przez każdego z astronautów)

## Parametry misji
źródło
- Masa: 
  - startowa orbitera: 117 653 kg
  - lądującego orbitera: 89 235 kg
  - ładunku: 21 265 kg
- Perygeum: 301 km
- Apogeum: 306 km
- Inklinacja: 28,5°
- Okres orbitalny: 90,6 min

## Cel misji
Umieszczenie na orbicie satelity telekomunikacyjnego TDRS-5.

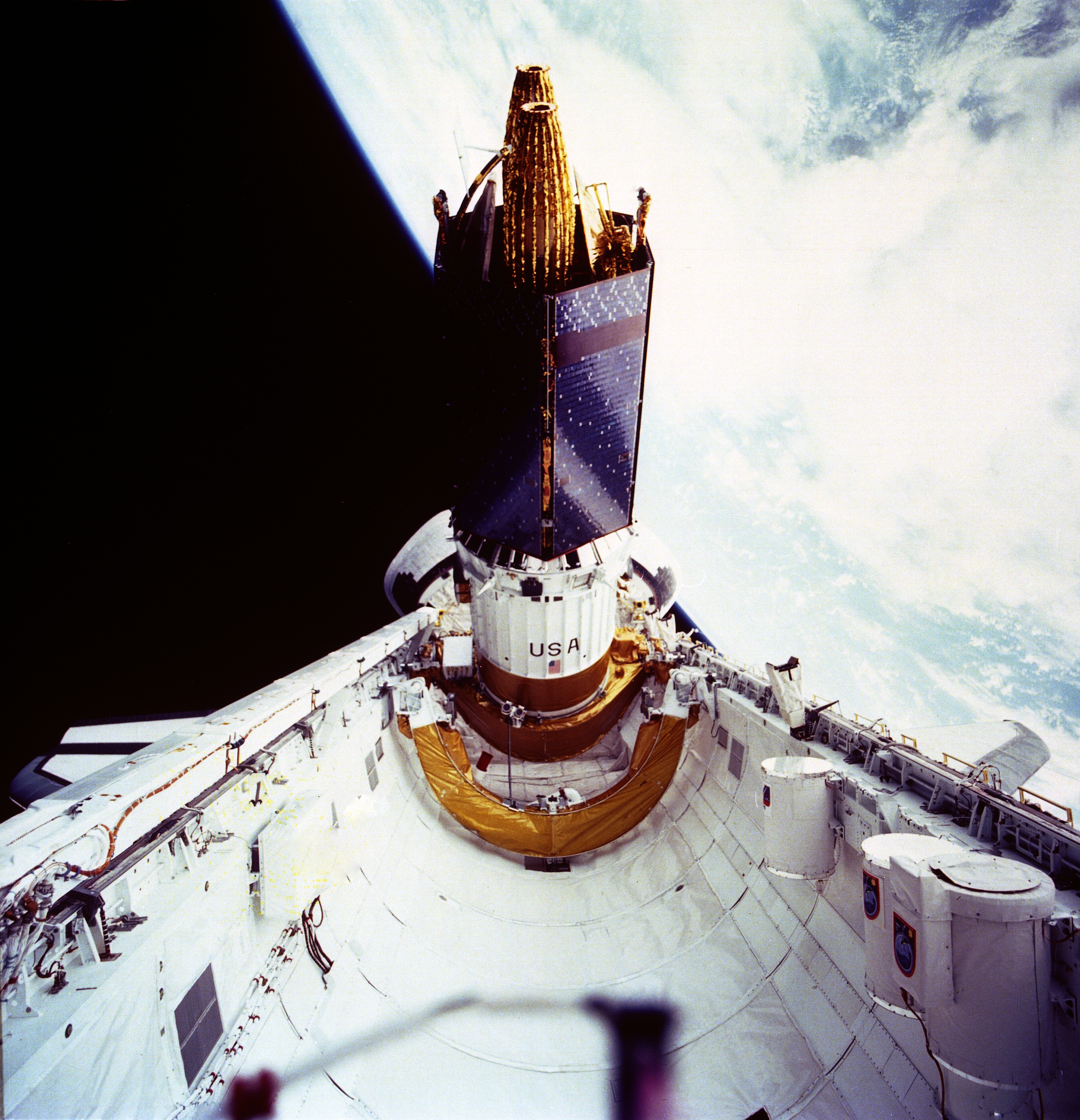
Satelita TDRS-E opuszcza ładownię wahadłowca